# Saison 2021 de l'équipe cycliste Qhubeka NextHash
La saison 2021 de l'équipe cycliste Qhubeka Assos est la vingt-cinquième de cette équipe.

## Coureurs et encadrement technique

### Arrivées et départs
| Coureur             | Provenance                   | Durée contrat |
| ------------------- | ---------------------------- | ------------- |
| Sander Armée        | Lotto-Soudal                 | 2021          |
| Fabio Aru           | UAE Emirates                 | 2021          |
| Sean Bennett        | EF Pro Cycling               | 2021-2022     |
| Connor Brown        | NTT Continental Cycling Team | 2021-2022     |
| Dimitri Claeys      | Cofidis                      | 2021          |
| Simon Clarke        | EF Pro Cycling               | 2021          |
| Kilian Frankiny     | Groupama-FDJ                 | 2021          |
| Lasse Norman Hansen | Alpecin-Fenix                | 2021          |
| Sergio Henao        | UAE Emirates                 | 2021          |
| Bert-Jan Lindeman   | Jumbo-Visma                  | 2021          |
| Matteo Pelucchi     | Bardiani-CSF-Faizanè         | 2021          |
| Robert Power        | Sunweb                       | 2021          |
| Mauro Schmid        | Leopard                      | 2021-2022     |
| Harry Tanfield      | AG2R La Mondiale             | 2021          |
| Karel Vacek         | Colpack-Ballan               | 2021          |
| Emil Vinjebo        | Riwal Securitas Cycling Team | 2021          |
| Łukasz Wiśniowski   | CCC Team                     | 2021          |

| Coureur                   | Nouvelle équipe                    | Durée contrat |
| ------------------------- | ---------------------------------- | ------------- |
| Samuele Battistella       | Astana-Premier Tech                | 2021-2022     |
| Edvald Boasson Hagen      | Total Direct Énergie               | 2021          |
| Michael Carbel Svendgaard | Retraite                           |               |
| Stefan de Bod             | Astana-Premier Tech                | 2021-2022     |
| Benjamin Dyball           | Ukyo                               | 2021          |
| Enrico Gasparotto         | Retraite                           |               |
| Amanuel Gebrezgabihier    | Trek-Segafredo                     | 2021-2022     |
| Ryan Gibbons              | UAE Emirates                       | 2021-2022     |
| Shotaro Iribe             |                                    |               |
| Benjamin King             | Rally                              | 2021-2022     |
| Roman Kreuziger           | Gazprom-RusVelo                    | 2021          |
| Gino Mäder                | Bahrain Victorious                 | 2021-2022     |
| Louis Meintjes            | Intermarché-Wanty-Gobert Matériaux | 2021          |
| Ben O'Connor              | AG2R Citroën                       | 2021          |
| Matteo Sobrero            | Astana-Premier Tech                | 2021          |
| Jay Robert Thomson        | Retraite                           |               |
| Rasmus Tiller             | Uno-X Pro                          | 2021-2022     |
| Michael Valgren           | EF Education-Nippo                 | 2021-2022     |
| Danilo Wyss               | Retraite                           |               |

### Effectif actuel
| Coureur                     | Date de Nais.             | Equipe en 2020  | Cont. |
| --------------------------- | ------------------------- | --------------- | ----- |
| Sander Armée                | 10 décembre 1985 (36 ans) | Lotto-Soudal    | 2021  |
| Fabio Aru                   | 3 juillet 1990 (31 ans)   | UAE Emirates    | 2021  |
| Carlos Barbero              | 29 avril 1991 (30 ans)    | NTT Pro Cycling | 2021  |
| Sean Bennett                | 31 mars 1996 (30 ans)     | EF Pro Cycling  | 2022  |
| Connor Brown                | 6 août 1998 (23 ans)      | NTT Conti.      | 2022  |
| Victor Campenaerts          | 28 octobre 1991 (30 ans)  | NTT Pro Cycling | 2022  |
| Dimitri Claeys              | 18 juin 1987 (34 ans)     | Cofidis         | 2021  |
| Simon Clarke                | 18 juillet 1986 (35 ans)  | EF Pro Cycling  | 2021  |
| Nicholas Dlamini            | 12 août 1995 (26 ans)     | NTT Pro Cycling | 2021  |
| Kilian Frankiny             | 26 janvier 1994 (27 ans)  | Groupama-FDJ    | 2021  |
| Michael Gogl                | 4 novembre 1993 (28 ans)  | NTT Pro Cycling | 2021  |
| Lasse Norman Hansen         | 11 février 1992 (29 ans)  | Alpecin-Fenix   | 2021  |
| Sergio Henao                | 10 décembre 1987 (34 ans) | UAE Emirates    | 2022  |
| Reinardt Janse van Rensburg | 3 février 1989 (32 ans)   | NTT Pro Cycling | 2021  |

| Coureur            | Date de Nais.             | Equipe en 2020       | Cont. |
| ------------------ | ------------------------- | -------------------- | ----- |
| Bert-Jan Lindeman  | 16 juin 1989 (32 ans)     | Jumbo-Visma          | 2021  |
| Giacomo Nizzolo    | 30 janvier 1989 (32 ans)  | NTT Pro Cycling      | 2021  |
| Matteo Pelucchi    | 21 janvier 1989 (32 ans)  | Bardiani-CSF-Faizanè | 2021  |
| Robert Power       | 11 mai 1995 (26 ans)      | Sunweb               | 2021  |
| Domenico Pozzovivo | 30 novembre 1982 (39 ans) | NTT Pro Cycling      | 2021  |
| Mauro Schmid       | 4 décembre 1999 (22 ans)  | Leopard              | 2022  |
| Andreas Stokbro    | 14 mai 1997 (24 ans)      | NTT Pro Cycling      | 2021  |
| Dylan Sunderland   | 26 février 1996 (25 ans)  | NTT Pro Cycling      | 2021  |
| Harry Tanfield     | 17 novembre 1994 (27 ans) | AG2R La Mondiale     | 2021  |
| Karel Vacek        | 9 septembre 2000 (21 ans) | Colpack-Ballan       | 2021  |
| Emil Vinjebo       | 24 mars 1994 (27 ans)     | Riwal                | 2021  |
| Max Walscheid      | 13 juin 1993 (28 ans)     | NTT Pro Cycling      | 2021  |
| Łukasz Wiśniowski  | 7 décembre 1991 (30 ans)  | CCC Team             | 2021  |